# Marynin (powiat lubelski)
Marynin – kolonia w Polsce położona w województwie lubelskim, w powiecie lubelskim, w gminie Konopnica.
W wyniku III rozbioru Polski, do którego doszło w 1795 roku, Marynin znalazł się na obszarze zaboru austriackiego. W 1809 wieś została włączona do Księstwa Warszawskiego. W 1815 znalazła się w Królestwie Kongresowym w zaborze rosyjskim.
W latach 1975–1998 miejscowość należała administracyjnie do województwa lubelskiego. W Maryninie znajduje się willa zaprojektowana przez Jana Koszczyc Witkiewicza.
Miejscowość stanowi sołectwo gminy Konopnica. Według Narodowego Spisu Powszechnego z roku 2011 wieś liczyła 732 mieszkańców.
W miejscowości urodził się Alfred Wierzbicki, polski duchowny katolicki, teolog i etyk.
Wierni Kościoła rzymskokatolickiego należą do parafii Wniebowzięcia Najświętszej Maryi Panny i św. Katarzyny Aleksandryjskiej w Konopnicy.